# 59街
59街（英語：59th Street）是纽约曼哈頓的一条东西向街道，从约克大道到西侧高速公路，在第九大道（哥伦布大道）与第八大道（中央公园西）之间被时代华纳中心隔断。59街的大部分路段双向通行，但是在第九大道和第十大道单向通行，只允许西行。在第二大道，59街连接昆斯博羅橋（Queensboro Bridge），此桥常被称为“59街桥”。
59街构成曼哈顿中城与曼哈顿上城的边界。它将哥伦布圆环一分为二，在第五大道和中央公园西之间的路段构成中央公园的南部边界。沿中央公园的路段标为中央公园南。
在59街以北，曼哈顿的街区在中央公园两侧分为上西城和上东城，在上西城，59街以北第十大道更名为阿姆斯特丹大道，第十一大道更名为West End Avenue.